# Eleanor Hughes
Eleanor Mary Hughes (* 1882 in Christchurch, Neuseeland; † 1959 in St Buryan, Cornwall, England) war eine neuseeländisch-englische Malerin.

## Leben
Eleanor Mary Waymouth wurde 1882 als Tochter der Eheleute Alice Waymouth und dem Manager der Canterbury Frozen Meat Company, Federick Waymouth, in Christchurch geboren. Über ihre Kindheit, Jugendzeit und Schulbildung ist nichts bekannt. Hughes’ Mutter ermutigte sie und ihre Schwester sich für Kunst zu interessieren. Sie besuchte die Canterbury College School of Art und gewann im Jahr 1900 einen Preis der Canterbury Fine Art Society für eine Serie von Zeichnungen von Bäumen. Sie studierte ab 1901 an der Canterbury College School of Art bei dem Aquarellmaler Charles Nathaniel Worsley (1862–1923), stellte 1902 ihre Arbeiten mit der Christchurch Society of Arts aus und beendete ihr Studium im Jahr 1903.
1905 verließ sie Neuseeland, um zunächst in London bei Frank Spenlove (1864–1933) zu studieren. 1907 wechselte sie zu der School of Painting and Drawing von Elizabeth and Stanhope Forbes in Newlyn in Cornwall.
Im Jahr 1910 heiratete sie den Maler Edward Robert Hughes und wurde über ihn allmählich zu einer der wichtigsten Vertreterinnen der kornischen Schule, die sich auf Landschaftsaquarelle und später auf Radierungen spezialisierte.

### Malerin in Cornwall
Ihre Werke „A Farm Scene“ und „Cliff Near Land End, Cornwall“ veranschaulichen ihre lange Verbundenheit mit Cornwall, wo sie in St Buryan, Penzance und Lamorna lebte. Sie bauten ihr eigenes Haus in der Nähe von St Buryan, das anschließend zu einem regelmäßigen Treffpunkt für die in der Gegend ansässigen Künstler wurde und als eine begabte Pianistin dann ihr Können zum Besten gab. Sie erwarb ein eigenes Atelier und stellte ab 1911 ihre Werke regelmäßig in der Royal Academy und im Royal Institute of Painters in Water Colours aus. In den 1920er und 1930er Jahren unternahm sie Reisen nach Frankreich und Spanien.
1937 begann sie mit Radierungen zu arbeiten, unterbrach aber 1939 ihr Schaffen, als der Zweite Weltkrieg begann. 1940 verkaufte sie ihr Atelier in Lamorna.
Eleanor Mary Hughes verstarb 1959 im Alter von ca. 77 Jahren in Lamorna.